# Norbert Weber (Künstler)
Norbert Weber (* 1943) ist ein deutscher bildender Künstler, Galerist und Kurator.

## Leben
1980 eröffnete Weber die Galerie NEMO in Eckernförde, um Künstler und Kunst aus Island, Skandinavien und den baltischen Staaten in Deutschland bekannt zu machen. In der Nähe der Galerie befinden sich im öffentlichen Raum zum Beispiel Werke von Künstlern wie Anneè Olofsson, Carsten Höller („Ein Quadratmeter Blau“, 1989), Sigurdur Gudmundsson oder Mindaugas Navakas.
Weber betreibt seit 1981 eine Artothek mit zirka 1.200 Grafiken und ist Gründungsmitglied des im Mai 2000 in Eckernförde gegründeten Artothekenverbandes Deutschland. Er ist Mitglied des internationalen Expertenkomitees für das lettische Museum für zeitgenössische Kunst.

## Projekte
- 14. Ostsee-Biennale der Kunst in Rostock (1992 als künstlerischer Leiter)[7]
- Ruhrfestspiele (2014 als Kurator der Kunstausstellung)[8]

## Auszeichnungen
- Verdienstorden der Bundesrepublik Deutschland, Verdienstkreuz am Bande, 2000[9]
- Orden des Löwen von Finnland, Ritter I. Klasse, 2004[10]